# М'ястківський Андрій Пилипович
М'ясткі́вський Андрі́й Пили́пович(14 січня 1924 — 17 листопада 2003, Соколівка Крижопільського району Вінницької області) — поет, прозаїк. Писав для дітей і дорослих. Лауреат премії імені Володимира Сосюри.

## Біографія
Народився Андрій М'ястківський у селі Соколівка Крижопільського району Вінницької області. В усіх документах датою його народження позначено 14 січня 1924 року, за іншими даними 13 грудня 1923 року. У селі Соколівка пройшло його дитинство, де він закінчив школу. Рано відчув потяг до слова.
Брав участь у Другій світовій війні. Закінчив Тульчинську фельдшерську школу, працював сільським фельдшером. Вищу освіту здобув заочно у Вінницькому Національному педагогічному університеті. Вчителював, потім перейшов на редакційно-видавничу роботу. Писати вірші почав 1938 року. Писав і для дорослих, і для дітей; перекладав з молдавської та румунської мов. В останні роки життя Андрій Пилипович став інвалідом І групи, був прикутий до ліжка, але літературної творчості не полишав. По собі залишив величезний рукописний спадок у товстих зошитах, який ще потрібно належним чином систематизувати, вивчити й опублікувати.
Друкуватися почав ще до війни. У творчій біографії письменника була велика перерва через початок війни. М'ястківський пройшов війну в роті фронтової розвідки. За бойові заслуги він був нагороджений медаллю «За відвагу», дослужився до найвищого солдатського звання — єфрейтор.
Після війни Андрій Пилипович продовжив навчання в Тульчинській фельдшерській школі. Вчителював, одна за одною стали з'являтися його збірки для дітей і дорослих, він перейшов на редакційно-видавничу роботу.
Своєю письменницькою діяльністю Андрій М'ястківський завдячує Миколі Руденкові, який знайшов його на Вінниччині, взяв його писані від руки вірші, привіз їх до Києва, сам власноруч передрукував на своїй друкарській машинці і відніс до видавництва. У 1955 році з'явилася перша книжка поета «Над Бугом-рікою».
Андрій М'ястківський був цікавим співрозмовником, володів румунською, німецькою та угорською мовами, потім вивчив їдиш та іврит, почав перекладати з молдавської та румунської мов. Писав щодня, а інколи до десятка віршів за день. Деякі його поезії стали піснями.
В журналі «Перець» №2 за 1984р розміщено дружній шарж А.Арутюнянца , присвячений 60-річчю митця.

## Творчість
Перша книжка письменника побачила світ у 1955 році. Їх у А. М'ястківського — кілька десятків. Романи й повісті, оповідання, новели, переклади з молдавської та румунської мов і поетичні збірки.
Письменник також писав поетичні та прозові книжки для дітей: «Киця прокидається», «Яблука для мами», «Кличемо горличку», «Ходімо по райдузі», «Острів зеленого селезня», «Куди пішов дощик», «Через вогонь», «Фет Фрумос і Котигорошка» та багато інших.
Перша книжка віршів «Над Бугом — рікою» вийшла 1955 р. Його збірки поезій: «Від землі» (1957), «Там, серед поля» (1958), «Обрії» (1959), «Тятива» (1963), «Літо вповні» (1969), «Переселення зірниць» (1972), «Таємниця вогню» (1976), «Руки над колосками» (1977), «Пізня райдуга» (1984), «Вечір дихає весною», «Зайченятко в ямку впало», «Зайчик місяця надгриз», «Котики — воркотики», «Паличка-стукалочка», «Сама в хаті», «Як весну я пам'ятаю» та інші поезії. Герої поезії А. М'ястківського — насамперед люди села, творці хліба; його лірика пройнята синовніми почуттями, особистими і громадянськими мотивами.